# 佐良山村
佐良山村（さらやまそん）は、岡山県久米郡にあった村。
廃止直前の佐良山村は、現在の津山市一方、井口、皿、高尾、津山口、中島、平福、福田に当たる。
津山市への編入に伴い、大字北は津山口となった。
ここでは現在の津山市佐良山地区についても扱う。

## 沿革
- 1889年6月1日 - 町村制施行に伴い、久米南条郡一方村、井口村、皿村、高尾村、北村、中島村、平福村、福田村、大谷村が合併し、佐良山村となる。大字平福に役場を置く。
- 1900年4月1日 - 久米南条郡が久米北条郡と合併し、久米郡となる。
- 1901年4月1日 - 大字大谷が福岡村へ編入される。
- 1941年2月11日 -苫田郡東苫田村とともに津山市へ編入される。

## 広義の佐良山地区と狭義の佐良山地区
佐良山地区には広義と狭義がある。広義の佐良山地区は、大谷が福岡村へ編入された後の佐良山村の範囲を以って佐良山地区とする。
一方、狭義の佐良山地区は現在の佐良山小学校区と同一である（佐良山小学校区ではない一方より東の津山口・井口・大谷は含まれず、佐良山小学校区である旧福岡村の種が含まれる）。現在の市民の間では狭義の佐良山地区が通常意識されている。ここでは本来の広義の佐良山地区を扱う。
岡山市から国道53号や津山線で北上する場合の津山市の玄関口となる地区である。

### 隣接自治体・地区
- 津山市城西地区
- 津山市院庄地区
- 津山市二宮地区
- 津山市福岡地区・福南地区
- 久米郡美咲町（旧・三保村、豊岡村）

### 地区の地名
- 一方
- 井口
- 大谷 - 1901年まで
- 皿
- 高尾
- 北
- 中島
- 平福
- 福田

### 人口
6042人（2019年1月1日現在。住民基本台帳による。津山市調べ）。地名ごとの人口は各地名記事参照。

### 教育

#### 幼稚園
- 津山市立佐良山幼稚園

#### 小学校
- 津山市立佐良山小学校

## 交通

### 鉄道
- JR津山線:津山口駅、佐良山駅

### 道路
廃止当時は未完成。 地区内を走る高速道路はなし。

#### 国道
- 国道53号
- 国道179号
- 国道429号

#### 県道
地区内を走る主要地方道はなし。
- 一般県道
  - 岡山県道449号押淵皿線

## 河川・山岳

### 河川
- 吉井川
- 皿川
- 種川
- 倭文川

### 山岳
- 神南備山
- 笹山
- 嵯峨山

## 寺院・神社

### 寺院
- 長法寺（大谷）

### 神社
- 佐良神社（一方）